# پترسون کابوره
پترسون کابوره (انگلیسی: Patterson Kaboré؛ زادهٔ ۵ مهٔ ۱۹۹۰) بازیکن فوتبال اهل بورکینافاسو است.
وی همچنین در تیم ملی فوتبال بورکینافاسو بازی کرده است.